# Jardin Anaïs-Nin
Le jardin Anaïs-Nin est un espace vert situé avenue de la Porte d'Aubervilliers, à Paris.
Il constitue une coulée verte entre 18e arrondissement et le 19e arrondissement de Paris. Il fait également office de point de rendez-vous entre les habitants du quartier de la Chapelle et du quartier du Pont-de-Flandre.

## Situation et accès
Le jardin Anaïs-Nin est accessible par la ligne E du RER à la gare Rosa-Parks et par la ligne 3b du tramway d'Île-de-France à la station Rosa-Parks.

## Caractéristiques
Le jardin prend une forme rectangulaire, constitué de grandes pelouses et d'arbres remarquables. Son mail est traversé par la rue Jean-Oberlé au nord. La perspective se prolonge sur la place Skanderbeg qui accueille le bâtiment futuriste des nouveaux ateliers de Chanel.
Le jardin est totalement ouvert, dépourvu de clôture, afin de ne pas créer de frontière entre les deux arrondissements. 
Il constitue un élément central entre le boulevard Macdonald et le boulevard Ney (au sud), la rue Jean-Oberlé, la rue Émile-Bollaert, la rue Gaston-Darboux et la rue Charles-Hermite (partie centrale du parc) et la place Charles-Tillon et la place Skanderbeg (au nord).

## L'œuvreTu me fais tourner la têtede Pierre Ardouvin
Le jardin accueille l'œuvre de l'artiste plasticien français Pierre Ardouvin, intitulée Tu me fais tourner la tête, qui constituent des nacelles de manèges de fête foraine fixées au sommet de tiges métalliques, illuminées la nuit. 

## Origine du nom
Le jardin est dédié à l'écrivaine américaine Anaïs Nin (1903-1977).

## Historique
Le jardin a été créé en 1989 et a été nommé officiellement en 2015 à l'occasion de l'aménagement urbain de l'entrepôt Macdonald, qui a permis la création, notamment, de la rue Cesária-Évora, le passage Susan-Sontag, la rue Jacques-Duchesne et le parvis Rosa-Parks, et qui a accueilli des milliers de nouveaux habitants dans le quartier.

## Galerie

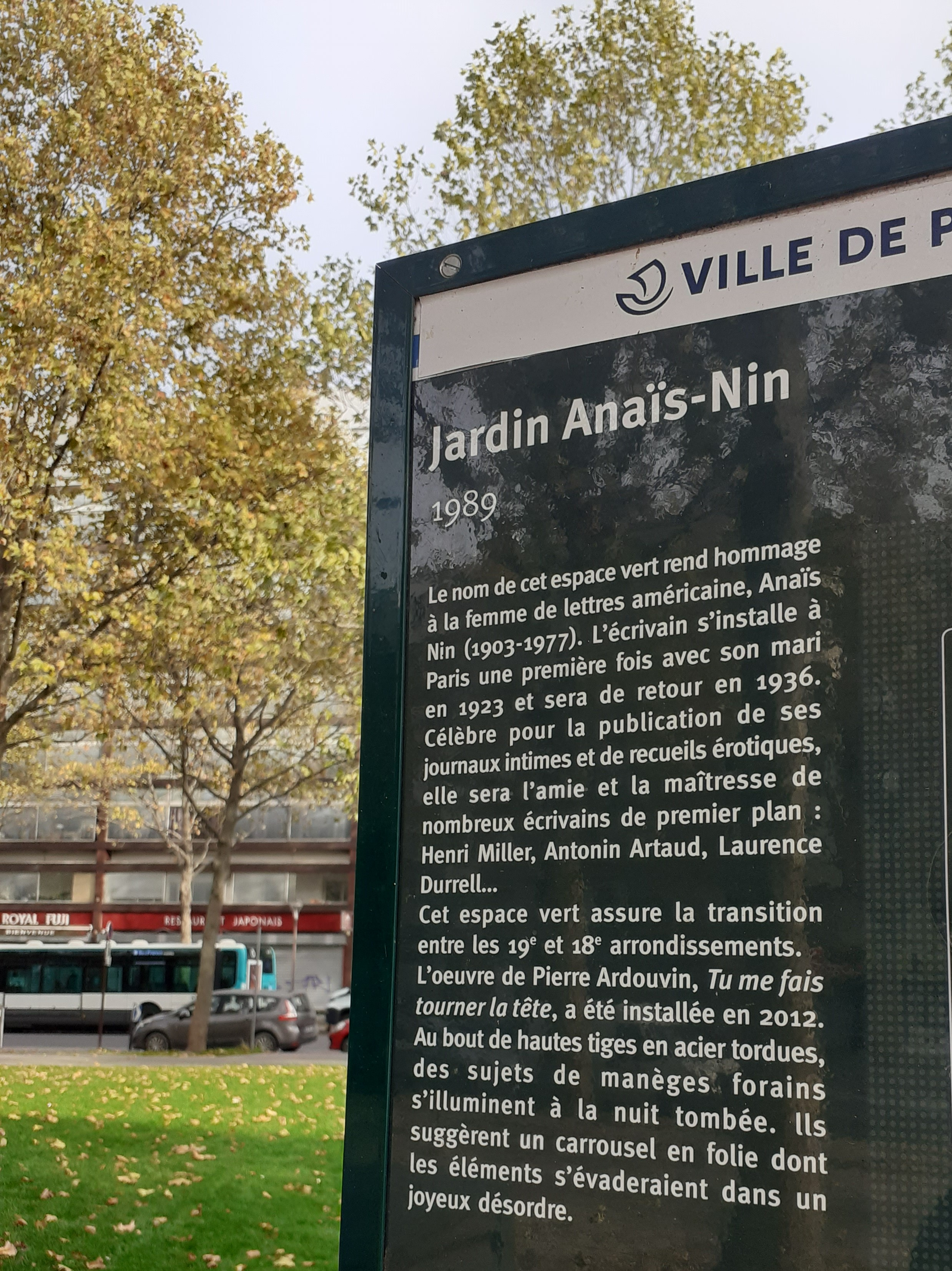
Plaque d'entrée du jardin.
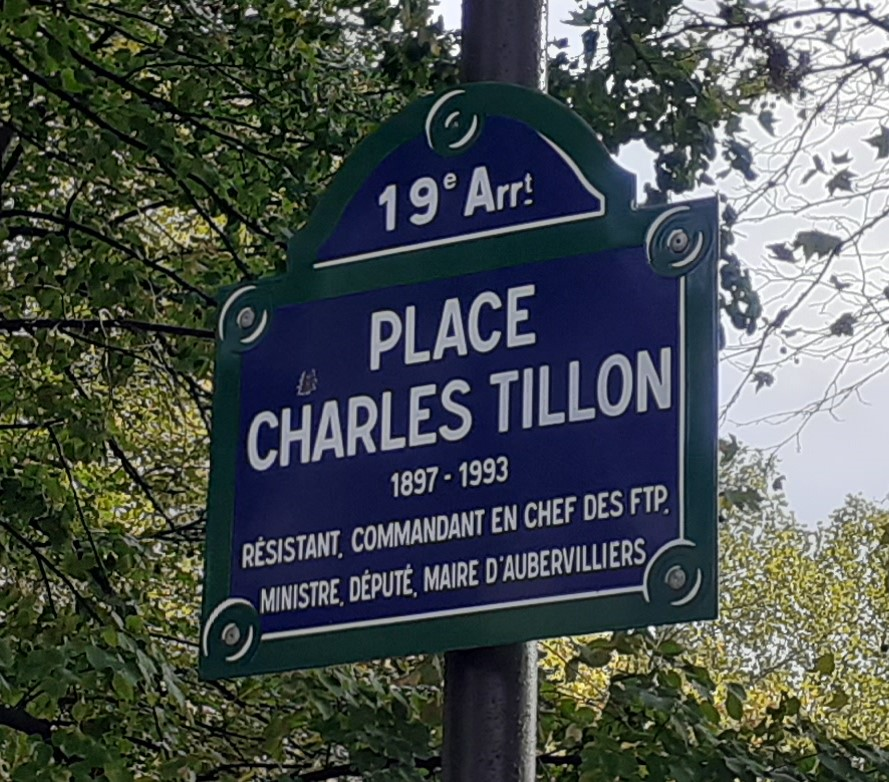
plaque de la place Charles-Tillon qui traverse le jardin dans sa partie nord.
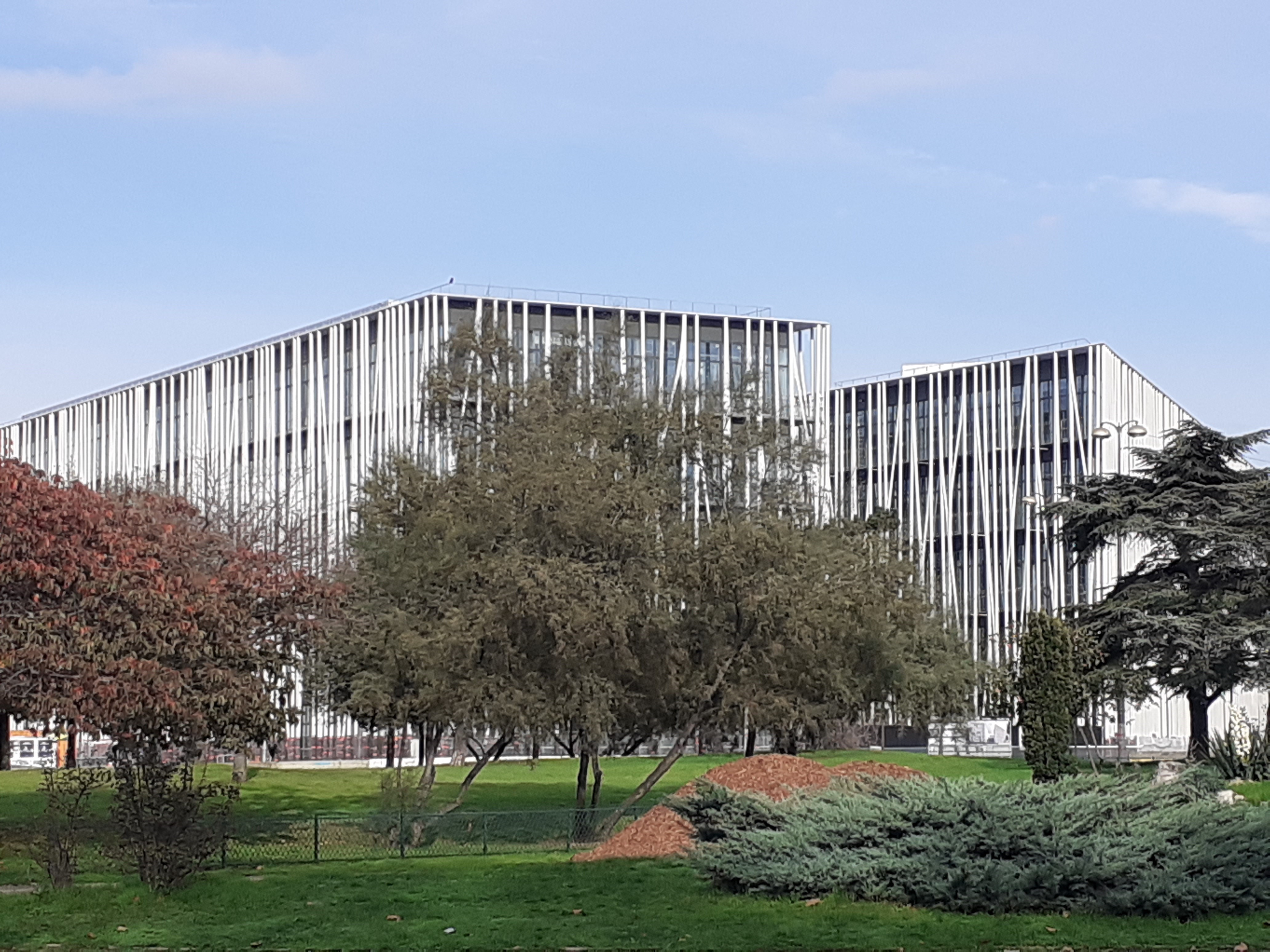
Vue des nouveaux ateliers de Chanel depuis le jardin Anaïs-Nin, perspective nord.